# Cuando los ángeles duermen
Cuando los ángeles duermen (bra: Quando os Anjos Dormem) é um filme drama-thriller espanhol de 2018 escrito e dirigido por Gonzalo Bendala. A trama gira em torno de Germán (Julián Villagrán), um empresário que atropela acidentalmente uma adolescente, Gloria (Asia Ortega), com seu carro depois de adormecer no volante. Germán tenta obter ajuda para Gloria, que está gravemente ferida enquanto sua amiga Silvia (Ester Expósito) enlouquece.
O filme foi lançado nos cinemas na Espanha em 7 de setembro de 2018 pela Filmax, e foi lançado internacionalmente na Netflix em 27 de dezembro de 2018.

## Sinopse
Germán (Julián Villagrán) é um executivo de uma importante empresa de seguro de vida ocupado demais com o trabalho para dar atenção a sua família amorosa. Quando, na noite do aniversário de sua filha pequena, ele tenta dirigir para causa exausto de tanto trabalhar, um acidente transforma aquela noite em um terrível pesadelo.

## Elenco
| Ator/Atriz             | Personagem             |
| ---------------------- | ---------------------- |
| Julián Villagrán       | Germán                 |
| Marian Álvarez         | Sandra                 |
| Ester Expósito         | Silvia                 |
| Sira Alonso de Alarcón | Estela                 |
| Asia Ortega            | Gloria                 |
| Daniel Jumillas        | Mario                  |
| Christian Mulas        | El Chato               |
| Adolfo Fernández       | Sargento Guardia Civil |
| Javier Ruiz de Somavía | Luis                   |
| Marisol Membrillo      | Rosa                   |
| Ramiro Alonso          | Antonio                |
| Font García            | Eduardo                |

## Ligações Externas
- Cuando los ángeles duermen. no IMDb.
- Cuando los ángeles duermen na Netflix